# Biskopen av London

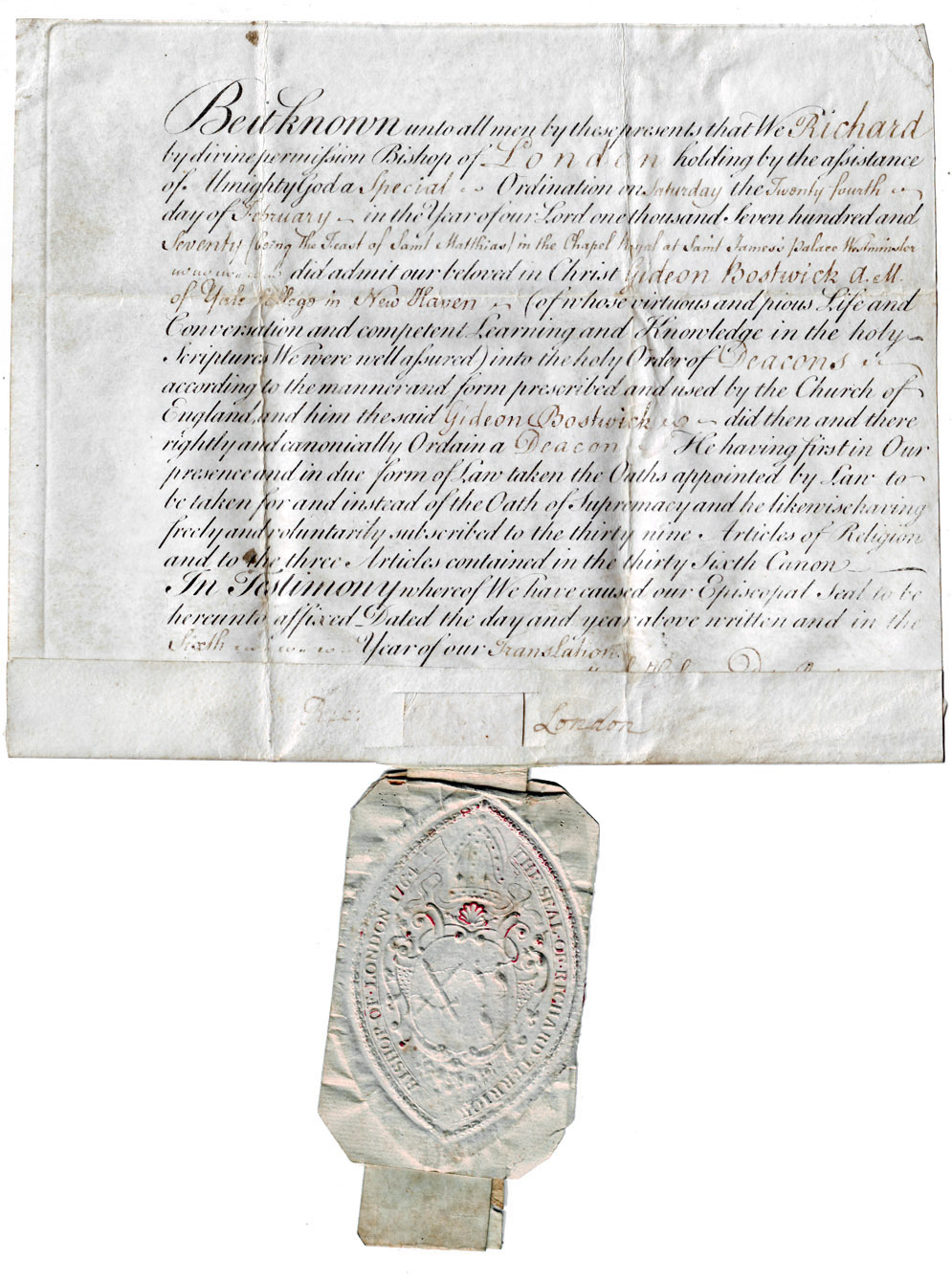
Biskopen av London ordinerade även präster för de brittiska kolonierna i Nordamerikan. Här intyg om prästvigning utfärdat i Westminster av biskop Richard Terrick, 24 februari 1770, för en Gideon Bostwick, från York College, New Haven.

Biskopen av London är den biskop som leder och har tillsyn över Londons stift i Canterbury kyrkoprovins inom Engelska kyrkan. Näst efter ärkebiskoparna av Canterbury och York är biskopen av London Engelska kyrkans främsta företrädare, och den främste av de tre biskopar som tillsammans med ärkebiskoparna är ledamöter ex officio av parlamentets överhus, House of Lords.
Biskopar av London har ofta tjänstgjort i höga ämbeten såsom Lordkansler och Lordsigillbevarare, och därmed haft en position mycket nära Englands och Storbritanniens maktcentra. Många av biskoparna har även parallellt innefhaft uppdraget som dekan för Hans/Hennes Majestäts hovförsamlingar – från 1748 så gott som regelmässigt – och på så sätt kommit att ansvara för den andliga vården vid hovet. Sammantaget har det under många perioder skapat starka band till monarken.
Från 1600-talet började biskopen av London få ansvar för Engelska kyrkans församlingar och präster i de brittiska kolonierna. Församlingarna ingick inte formellt i stiftet, men biskopen skötte antagande av prästkandidater, diakon- och prästvigning och utbetalning av det resestipendium som gavs till präster som reste till kolonierna (The King's/Queen's Bounty). Ansvaret var till en början otydligt reglerat, men finns skriftligt belagt från 1675 eller 1685. Det upphörde i De tretton kolonierna i och med Amerikanska revolutionen. År 1787 utsågs en biskop för Nova Scotia i Kanada, som därmed blev den första biskopen utanför Storbritannien. När Brittiska Ostindiska Kompaniets privilegiebrev förnyades 1813 inrättades Calcutta stift, som täckte Indien och Australien. Biskopens av London ansvar för kolonialförsamlingarna upphörde 1824, när nya biskopar utsågs för kyrkan i Västindien.
Stiftet är sedan 1970-talet indelat i biskopsområden, med en områdesbiskop som ansvarar för vardera område. Biskopen av London är stiftsbiskop och har själv tillsyn över området Two Cities, det vill säga City of London och City of Westminster. Biskopssäte är Sankt Paulskatedralen, och biskopens residens är The Old Deanery vid Dean's Court i London. Från medeltid till 1970-talet har biskopen annars haft sitt residens i Fulham Palace.
Den nuvarande biskopen av London – den 133:e i ordningen – är Sarah Mullally. Hon utsågs till biskop den 25 januari 2018 och installerades som biskop den 12 maj samma år.

## Biskopslängd

### Romersk tid (186–604)
De tidigaste biskoparna av London kan inte beläggas med historiska källor. En biskop Restitutus från Londinium deltog visserligen vid kyrkomötet i Arles år 314, men mycket litet är känt om honom. Den traditionella biskopslängden utgår i stället från skrifter av helgontecknaren Jocelyn of Furness, verksam andra halvan av 1100-talet och tidigt 1200-tal.
Listan måste ses som ofullständig och osäker, då den tillkom cirka 1000 år efter de händelser den beskriver. Jocelyn talar om ärkebiskopar, trots att det saknas belägg för att London skulle ha varit ett ärkestift. Listan tar inte heller upp den biskop som faktiskt är styrkt av historiker. Det finns också luckor i listan, och det är möjligt att biskopssätet var vakant under 150 år innan biskop Mellitus ankomst år 604. Trots osäkerheterna har listan historiskt ingått i stiftets biskopslängd, och måste räknas in för att dagens biskop Sarah ska kunna ses som stiftets 133:e biskop.
Där inget annat anges i noter är uppgifterna i nedanstående biskopslängd hämtad från The Annales of England.
| Från                      | Till                      | Biskop                      | Kommentar |
| ------------------------- | ------------------------- | --------------------------- | --- |
| traditionellt 180-tal     | traditionellt 180-tal     | Thean även Theanus          | Ärkebiskop. Ska ha byggt den första Sankt Peterskyrkan på Cornhill i London, vilket ska ha varit biskopssäte tills Sankt Augustinus kom på 600-talet.            |
| okänt                     | okänt                     | Eluanus även Elvanus        | Ärkebiskop. Finns belagd från andra 1200-talskällor. |
| okänt                     | okänt                     | Cadar                       | Ärkebiskop. |
| okänt                     | okänt                     | Obinus                      | Ärkebiskop. |
| okänt                     | okänt                     | Conan även Conanus          | Ärkebiskop. |
| okänt                     | okänt                     | Palludius                   | Ärkebiskop. |
| okänt                     | okänt                     | Stephan även Stephanus      | Ärkebiskop. |
| okänt                     | okänt                     | Iltuta även Iltutus         | Ärkebiskop. |
| okänt                     | okänt                     | Dedwin även Theodwinus      | Ärkebiskop. |
| okänt                     | okänt                     | Thedred även Theodredus     | Ärkebiskop. |
| okänt                     | okänt                     | Hilary även Hilarius        | Ärkebiskop. |
| känd 314                  | känd 314                  | Restitutus                  | Biskop. Ingår inte i Jocelyn of Furness lista, men är väl belagd som deltagare vid kyrkomötet i Arles 314. Traditionellt placerad efter Hilary eller Guidelinus. |
| okänt                     | okänt                     | Guidelinus                  | Ärkebiskop. Omnämnd i De brittiska kungarnas historia från tidigt 1100-tal, ett semihistoriskt verk publicerat ca 100 år tidigare än Jocelyn of Furness lista.   |
| okänt                     | okänt                     | Fastidius                   | Biskop av britterna. Ingår inte i Jocelyn of Furness lista. |
| okänt                     | okänt                     | Wodinus                     | Ärkebiskop. |
| flyr till Wales cirka 587 | flyr till Wales cirka 587 | Theanus II även Theonus (I) | Ärkebiskop. |
|                           |                           |                             | |

### Tidig medeltid, den anglosaxiska perioden (604–1066)
År 596 e.Kr. tog påve Gregorius I initiativ till att sända missionärer till Britannien. Under ledning av munken Augustinus återkom därmed präster med romersk-katolsk tradition till England. Augustinus, själv utsedd till ärkebiskop av Canterbury, biskopsviger år 604 Mellitus som biskop av östsaxarnas rike,  Essex. (Beda venerabilis använder frekvent nationaliteter i stället för biskopssätet när han beskriver biskoparna.)
Kung Ethelbert av Kent lät uppföra en domkyrka, helgad åt Paulus, i Essex huvudstad, London. Från Mellitus fortsätter biskopslängden, med några vakanser, obruten fram till högmedeltiden. Redan Mellitus efterträdare är av anglosaxiskt ursprung, och från slutet av 600-talet har så gott som samtliga biskopar typiskt anglosaxiska namn.
Där inget annat anges i noter är uppgifterna i nedanstående biskopslängd hämtade från A New History of London Including Westminster and Southwark, Encyclopedia Catholica och Crockford's Clerical Directory.
| Från          | Till          | Biskop                                | Kommentar |
| ------------- | ------------- | ------------------------------------- | --- |
| 604           | 619           | Mellitus                              | Utsänd av Gregorius den store, biskopsvigd av Augustine av Canterbury. Utkörd ur landet av kung Sæberhts tre söner cirka 617. Överfördes till ämbetet som ärkebiskop av Canterbury 619. |
| 619           | 653           | vakant                                | |
| 653           | 664           | Cedd Även Cedda, Ceddus               | Den förste anglosaxiske biskopen, vigdes vigdes 653 i Lindisfarne. Avled i ämbetet 664. |
| 664           | 666           | vakant                                | |
| 666           | senast 672    | Wine Även Wini, Wina                  | Överfördes från Dorchester stift, ursprungligen biskopsvigd för tjänst i Winchester stift. Avled i ämbetet, senast 672. |
| 672           | 675           | vakant                                | |
| 675           | 693           | Earconwald Även Erkenwald, Eorcenwald | Biskopvigdes av Theodore av Tarsus, ärkebiskop av Canterbury. Avled i ämbetet 693. Ett av Londons skyddshelgon. |
| 693           | 705–716       | Waldhere Även Wealdheri, Waldherus    | |
| 705–716       | 745           | Ingwald                               | Avled i ämbetet. |
| 745–747       | 772           | Ecgwuld Även Eggwulf, Ecgwulfus.      | Andra uppgifter om tillträde och frånträde förekommer. |
| 772           | 774           | Sighaeh Även Wighedus                 | Andra uppgifter om tillträde och frånträde förekommer. |
| 774           | 785 eller 789 | Eadbert Även Eadbeorht, Eadbrightus   | Andra uppgifter om tillträde förekommer. |
| 785 eller 789 | 789 eller 791 | Eadgar Även Eadgarus                  | Andra uppgifter om tillträde och frånträde förekommer. |
| 789 eller 791 | 793           | Coenwalh Även Kenwalchus              | Andra uppgifter om tillträde och frånträde förekommer. |
| 793           | 794           | Eadbald Även Eadbaldus                | Andra uppgifter om tillträde och frånträde förekommer. |
| 794           | 802           | Heathobert Även Heathobertus          | Andra uppgifter om tillträde förekommer. |
| 802           | 811           | Osmund Även Osmundus                  | Andra uppgifter om frånträde förekommer. |
| 811           | 824           | Æthilnoth Även Æthelnoth, Ethelnothus | Andra uppgifter om tillträde och frånträde förekommer. |
| 824           | 860           | Coelberht Även Ceolberht, Coelbertus  | Andra uppgifter om tillträde och frånträde förekommer. |
| 860           | 861           | Deorwulf                              | Andra uppgifter om tillträde och frånträde förekommer. |
| 861           | 898           | Swithwulf Även Swithulfus             | Andra uppgifter om tillträde och frånträde förekommer. |
| 898           | 898           | Heahstan Även Heathstanus             | Andra uppgifter om tillträde och frånträde förekommer. |
| 898           | 926           | Wulfsige Även Wulffius                | Andra uppgifter om tillträde och frånträde förekommer. |
| 926           | Slut          | Æthelweard Även Ethelwardus           | Æthelweard är inte omnämnd i alla källor, och andra uppgifter om tillträde och frånträde förekommer. |
| 926           | 926           | Leofstan Även Healstanus              | Leofstan är inte omnämnd i alla källor, och andra uppgifter om tillträde och frånträde förekommer. |
| 926           | okänt         | Theodred                              | Andra uppgifter om tillträde och frånträde förekommer. |
| okänt         | 953           | Wulfstan I Även Wulfstanus            | Andra uppgifter om tillträde och frånträde förekommer. |
| 953           | 958           | Byrrthelm Även Brihthelm, Brithlemus  | Andra uppgifter om tillträde förekommer. |
| 958           | 961           | Sankt Dunstan                         | Abbot i Glastonbury. Biskopvigdes 957 för tjänst i Worcester stift, överfördes till London, och därefter till ämbetet som ärkebiskop av Canterbury. Andra uppgifter om tillträde och frånträde förekommer. Helgonförklarad senast 1029. |
| 961           | 996           | ÆIfstan Även EIfstanus                | Andra uppgifter om tillträde och frånträde förekommer. |
| 996           | 1004          | Wulfstan II Även Wulfstanus           | Överfördes till ämbetena som biskop i Worcester stift och ärkebiskop av York, som han för en tid höll samtidigt. |
| 1004          | 1014          | Ælfhun Även Alfhunus                  | Andra uppgifter om frånträde förekommer. |
| 1014          | 1035          | Ælfwig Även Alvy                      | Andra uppgifter om tillträde och frånträde förekommer. |
| 1035          | 1044          | Ælfweard Även Ælfward, Elfward        | Andra uppgifter om tillträde förekommer. Den siste anglosaxiske biskopen. |
| 1044          | 1051          | Robert av Jumièges                    | Den förste normandiske biskopen. Abbot i benediktinerklostret i Jumièges, Frankrike. Hämtades till England av Edvard Bekännaren 1042. Biskopvigdes 1044. Överfördes till ämbetet som ärkebiskop av Canterbury 1051. Spelade en viktig roll för den normandiska erövringen, genom att troligen lova Vilhelm Erövraren den brittiska tronen och vinna påvens stöd för Vilhelms sak. |
|               |               |                                       | |

### Högmedeltid till reformation (1066–1485)
Med början i Robert av Jumièges hade kung Edvard bekännaren brutit följden av anglosaxiska biskopar i Londons stift. De första decennierna efter den normandiska erövringen sker samma skiftning över hela landet, och biskopslängden innehåller inte längre namn som Wulfstan och Æthelweard, utan William (Guillaume), Robert, Richard, och Gilbert. Det är under dessa förändringar som Synoden i London 1075 sammankallas av Lanfranc, ärkebiskop av Canterbury, och där det bland annat beslutades att näst efter ärkebiskopen av Canterbury och ärkebiskopen av York ska biskopen av London anses vara den mest framträdande bland biskoparna i England. Den ordningen består fortfarande, och symboliseras inte minst genom att biskopen av London är en av de fem biskopar som har säte i House of Lords ex officio, medan 21 av de övriga 38 valbara stiftsbiskoparna turas om att tjänstgöra som andliga lorderna utifrån senioritet i biskopsämbetet.
Som framgår av biskopslängden nedan speglar den sena högmedeltiden maktkampen mellan påven och den engelske monarken. Ett allt större antal biskopar utses direkt av påven, vilket skiljer sig från det tidigare förfarandet där kungen utser eller godkänner den person som domkapitlet sedan väljer. Mot slutet av perioden blir ställningstagandet till engelska reformationen ett avgörande inslag i biskopens av Londons ämbetsutövning.
Där inget annat anges i noter är uppgifterna i nedanstående biskopslängd hämtad från Fasti Ecclesiae Anglicanae.
| Från  | Till  | Biskop                                   | Kommentar |
| ----- | ----- | ---------------------------------------- | --- |
| 1051  | 1075  | William även William Normanden           | Biskopvigdes 1051. Avled 1075. |
| 1075* | 1084* | Hugh av Orival                           | Valdes tidigast 1075, men år och datum är okänt. Avled antingen 1084 eller 1085. |
| 1085  | 1107  | Maurice                                  | Valdes 25 december 1085. Biskopvigdes 1086, troligen 5 april av ärkebiskop Lanfranc. |
| 1108  | 1127  | Richard de Belmeis I                     | Valdes 24 maj 1108, biskopvigdes 25 juli samma år. Farbror till Richard de Belmeis II, biskop av London 1152-1162. |
| 1128  | 1134  | Gilbertus Universalis                    | Valdes i december 1127, biskopvigdes 22 januari 1128. Död i augusti 1134. |
| 1134  | 1136  | vakant                                   | |
| 1136  | 1138* | Anselm även Anselm av San Saba           | Abbot av Bury Saint Edmunds, när han valdes till biskop 22 mars 1136. Installerad 1137. Biskopsutnämningen upphävd av påve Innocentius II 1137. Återvände till klostret 1138. |
| 1138  | 1141  | vakant                                   | |
| 1141  | 1150  | Robert de Sigillo                        | Nominerades av Matilda av England i juli 1141, biskopvigdes troligen i juli 1141 men senast april 1142. |
| 1152  | 1162  | Richard de Belmeis II                    | Ärkediakon när han valdes till biskop våren 1152. Trots det prästvigdes han först 20 september 1152. Biskopvigdes 28 september 1152. Brorson till tidigare biskopen Richard de Belmeis I (1108-1127). Död 4 maj 1162. |
| 1163  | 1187  | Gilbertus Foliot                         | Överfördes från Herefords stift 6 mars 1163 och installerad i Sankt Paulskatedralen 28 april samma år. Död 18 februari 1187. |
| 1187  | 1189  | vakant                                   | |
| 1189  | 1198  | Richard FitzNeal även Richard av Ely     | Valdes 15 september 1189, biskopvigdes 31 december samma år. Död 19 september 1198. Utomäktenskaplig son till biskop Nigel av Ely (cirka 1100-1169). |
| 1198  | 1221  | William av Sainte-Mère-Église            | Kungens tillstånd att väljas till biskop daterat 9 november 1198; ärkebiskopen och kungen beordrade att valet skulle ske den 7 december samma år. Biskopvigdes 23 maj 1199. Avsade sig ämbetet 25 eller 26 januari 1221. Död 1224, troligen 27 mars. |
| 1221  | 1228* | Eustace av Fauconberg                    | Valdes 25 februari 1221, biskopvigdes 25 april. Död 24-31 oktober 1228. |
| 1228  | 1241  | Roger Niger även Sankt Roger av Beeleigh | Valdes 1228, biskopvigdes 10 juni samma år. Död 29 september eller 2 oktober 1241. Föremål för helgonkult, men har aldrig kanoniserats. Grav och reliker blev tidigt vallfärdsplatser. Påve Bonifatius IX kallade biskop Roger helgon vid minst ett tillfälle. |
| 1241  | 1259  | Fulk Basset                              | Kungens tillstånd att väljas till biskop 8 oktober 1241, valdes december samma år. Påvligt tillstånd till ärkebiskopen att bekräfta valet lämnades först två år senare, 16 december 1243. Ärkebiskopens bekräftelse sker 23 januari 1244 och Basset mottog rätten till stiftets intäkter 16 mars 1244. Biskopvigdes 9 oktober 1244. Begravdes 25 maj 1259. Farbror till Richard Talbot, biskop av London 1262-1262. |
| 1259  | 1262  | Henry Wingham                            | Valdes 1259, biskopvigdes 15 februari 1260. Lordkansler 1255-1260. Död 13, 14 eller vart fall före 16 juli 1262. |
| 1262  | 1262  | Richard Talbot                           | Avled innan han hann vigas till biskop. Valdes 18 augusti 1262, valet bekräftades av ärkebiskopen av Canterbury, och Talbot mottog rätten till stiftets intäkter 26 september 1262. Död 28 eller 29 september 1262. Brorson till tidigare biskopen Fulk Basset (1244-1259). |
| 1262  | 1273  | Henry av Sandwich                        | Valdes 13 november 1262, biskopvigdes 27 maj 1263. Avstängd från ämbetet 1 december 1265, men återinsatt av påve Gregorius X den 31 maj 1272. Död 15-20 september 1273. |
| 1273  | 1280  | John Chishull                            | Valdes 7 december 1273, biskopvigdes 29 april 1274. Död 7 februari 1280. |
| 1280  | 1280  | Fulk Lovell                              | Avsade sig ämbetet innan han hann tillträda. Valdes och avsägelse någon gång 18 februari och 8 april 1280. |
| 1280  | 1303  | Richard Gravesend                        | Biskopvigdes 11 augusti och installerades 1 oktober 1280. Död 9 december 1303. |
| 1304  | 1313  | Ralph Baldock                            | Valdes 24 februari 1304, erhöll kunglig sanktion 22 mars, ärkebiskopens bekräftelse 10 maj, mottog rätten till stiftets intäkter 1 juni samma år. Biskopsvigning planerad till 9 augusti, men skjuts upp då biskopsvalet överklagats. Baldock får lejdebrev för resa till tribunalen i Rom. Överklagan drogs tillbaka 30 mars 1305. Påvens bekräftelse av valet och biskopsvigning 1 februari 1306. Installerad som biskop 29 mars 1306. Lordkansler från april till augusti 1307. Död 24 juli 1313.                                      |
| 1313  | 1316  | Gilbert Segrave                          | Valdes 17 augusti 1313. Valet bekräftat av domkapitlet i katedralen i Canterbury, då ärkebiskopssätet var vakant. Biskopvigdes 25 november 1313. Död 18 december 1316. |
| 1317  | 1318  | Richard Newport                          | Valdes 27 januari 1317, biskopsvigning 15 maj samma år. Doktor i kyrkorätt. Död 24 augusti 1318. |
| 1318  | 1338  | Stephen Gravesend                        | Valdes 11 september 1318. Biskopvigdes 14 januari och installerades 30 september 1319. Död 8 april 1338. |
| 1338  | 1339  | Richard Bentworth                        | Valdes 4 maj 1338, biskopvigdes och installerades 12 juli samma år. Juris doktor. Lordsigillbevarare 1337–1338, Lordkansler 1338–1339. Död 8 december 1339. |
| 1340  | 1354  | Ralph av Stratford                       | Valdes 26 januari 1340. Biskopvigdes av ärkebiskopen av Canterbury, John av Stratford, 12 mars samma år. Juris doktor och doktor i kyrkorätt. Död 17 april 1354. Edvard III föreslog honom som kardinal 1350, men han utnämndes aldrig. |
| 1354  | 1361  | Michael av Northburg                     | Erhöll tillstånd att väljas till biskop 21 april 1354, men utsågs sedan av påven utan föregående val 7 maj samma år. Biskopvigdes 12 juli. Lydnadsed avlades först 2 december 1355. Juris doktor, Lordsigillbevarare 1350–1354. Kunglig klerk vid Slaget vid Crécy. Död 9 september 1361. |
| 1361  | 1375  | Simon Sudbury                            | Erhöll tillstånd att väljas till biskop 21 september 1361, men utsågs sedan av påven utan föregående val 22 oktober samma år. Biskopvigdes 20 mars 1362. Överfördes till ämbetet som ärkebiskop av Canterbury 4 maj 1375. Juris doktor. Som ärkebiskop även lordkansler. Mördades den 14 juni 1381. |
| 1375  | 1381  | William av Courtenay                     | Överfördes efter påvens beslut från Herefords stift 12 september 1375. Överfördes till ämbetet som ärkebiskop av Canterbury 4 maj 1381. Juris doktor, som ärkebiskop även lordkansler. |
| 1381  | 1404  | Robert Braybrooke                        | Utsågs av påven 9 september 1381. Biskopvigdes 5 januari 1382. Lordkansler av England 1382–1383, lordkansler av Irland 1397. Död 28 augusti 1404. |
| 1404  | 1404  | Thomas Langley                           | Endast biskop electus. Valdes i oktober 1404, men påve Innocentius VII vägrade att låta installera honom som biskop. Senare lordkansler, ärkebiskop electus av York, biskop av Durham, med mera. |
| 1404  | 1406  | Roger Walden                             | Utsågs av påven 10 december 1404, efter att denne vägrat Thomas Langley att installeras som biskop. Installerad i Sankt Paulskatedralen 30 juni 1405. Död 11 januari 1406. Tidigare ärkebiskop av Canterbury. |
| 1406  | 1407  | Nicholas Bubwith                         | Valdes våren 1406, men domkapitlet var ovetande om påvens reservation mot utnämningen. Trots det utsågs han av påven 14 maj, och biskopvigdes 26 september samma år. Överfördes till ämbetet som biskop av Salisbury 1407, och strax därefter Bath och Wells stift. |
| 1407  | 1421  | Richard Clifford                         | Överfördes från Worcester stift 22 juni 1407. Död 20 augusti 1421. En tid lordsigillbevarare och Keeper of the Great Wardrobe. |
| 1421  | 1421  | Thomas Polton                            | Endast biskop electus. Biskop av Hereford, när han valdes till biskop av London hösten 1421. Förbigicks dock, då påven redan överfört biskopen av Chichester John Kemp till biskop av London. Polton överfördes i stället till biskop av Chichester samma år, och senare till Worcester. |
| 1421  | 1425  | John Kemp                                | Överfördes från Chichester stift 17 november 1421. Överfördes till ämbetet som ärkebiskop av York 1425. Juris doktor. Tidigare biskop av Rochester och lordsigillbevarare. Senare lordkansler och kardinal. Farbror till Thomas Kempe, biskop av London 1448–1489. |
| 1425  | 1431  | William Gray även William Grey           | Utsågs av påven 20 juli 1425, biskopsvigdes 26 maj 1426. Överfördes till ämbetet som biskop av Lincoln 1431. Juris doktor. |
| 1431  | 1436  | Robert FitzHugh                          | Utsågs av påven 30 april 1431, biskopvigdes 16 september, installerad 19 januari 1432. Valdes till biskop av Ely i december 1435 men avled 15 januari 1436. Teologie doktor. |
| 1436  | 1448  | Robert Gilbert                           | Valdes 23 februari 1436, utsågs av påven 21 maj, biskopvigdes 28 oktober samma år. Död 27 juli 1448. Teologie doktor. |
| 1448  | 1489  | Thomas Kempe                             | Utsågs av påven, på kungens begäran, den 21 augusti 1448. Därefter dröjde kungens bekräftelse av valet, och Kempe biskopvigdes först 8 februari 1450. Död 28 mars 1489. Brorson till ärkebiskop John Kemp (se ovan, 1421–1425).. |
| 1489  | 1496  | Richard Hill                             | Utsågs av påven 21 augusti 1489, biskopvigdes 15 november. Död 20 februari 1496. |
| 1496  | 1501  | Thomas Savage                            | Överfördes från Rochesters stift genom påvens beslut 3 augusti 1496. Installerad genom ställföreträdare 27 oktober samma år, ryktesvis företräddes han av sin narr. Överfördes till ämbetet som ärkebiskop av York 1501. Juris doktor, diplomat till Kastilien och Portugal. |
| 1501  | 1503  | William Warham                           | Utsågs av påven 20 oktober 1501. Biskopvigdes 25 september 1502, installerad 5 oktober. Överfördes till ämbetet som ärkebiskop av Canterbury 1503. Juris doktor och lordsigillbevarare. Senare lordkansler. Spelade en central roll under reformationen, och ledde bland annat prästerskapet att godta Henrik VIII av England som kyrkans överhuvud 1530. |
| 1504  | 1505  | William Barons                           | Utsågs av påven 2 augusti 1504, biskopvigdes 26 november. Installerad genom ställföreträdare. Juris doktor. Död 10 oktober 1505. |
| 1506  | 1522  | Richard FitzJames                        | Överförd från Chichsters stift genom påvligt beslut 5 juni 1506. Död senast 17 januari 1522. Teologie doktor. Byggherre för 1500-talsbyggnaderna vid Fulhamnpalatset, biskopen av Londons officiella residens. Tidigare biskop av Rochester. Biskopsvigdes av kardinal Morton i närvaro av biskoparna av Bangor och Llandaff. |
| 1522  | 1530  | Cuthbert Tunstall                        | Utsågs av påven på kungens begäran 16 maj 1522 och igen den 10 september. Fick redan i februari rätten till intäkterna från stiftets tillgångar. Biskopvigdes 19 oktober, installerades 22 oktober. Överförd till ämbetet som biskop av Durham 1530. Juris doktor och doktor i kyrkorätt. Lordkansler och diplomat under kardinal Wolsey och Henrik VIII. Avled i Lambethpalatset i november 1559, efter att ha tagits till fånga av drottning Elisabeth I av England, bland annat för att ha vägrat erkänna henne som kyrkans överhuvud. |
|       |       |                                          | |

### Under reformationen (1530–1559)
Under reformationsåren sker en rad förändringar under kort tid, när reformatorn Henrik VIII efterträds av hans likasinnade son Edvard VI, den katolska Maria I och den protestantiska eller anglikanska drottning Elisabet I. Under perioden återfinns både stiftets första protestantiska biskop (Nicholas Ridley) och dess siste katolske biskop (Edmund Bonner).
Där inget annat anges i noter är uppgifterna i nedanstående biskopslängd hämtad från Fasti Ecclesiae Anglicanae.
| Från | Till | Biskop          | Kommentar |
| ---- | ---- | --------------- | --- |
| 1530 | 1539 | John Stokesley  | Utsågs av påven 28 mars 1530, erhöll rätten till intäkterna från stiftets tillgångar 14 juli, och installerades genom ställföreträdare 19 juli då han själv vistades i Italien för att samla stöd för Henrik VIII:s skilsmässa från Katarina av Aragonien. Biskopvigdes först i efterhand, den 27 november 1530. Stöttade Henrik VIII:s skilsmässa, begränsning av påvens makt och Klosterupplösningen, men var trots det motståndare till reformationen, då han motsatte sig förändring av doktrin, översättning av bibeln till engelska och endast erkände kungens överhöghet över kyrkan "så långt Kristi lag medger det". Teologie doktor. Död i ämbetet 8 september 1539. |
| 1539 | 1549 | Edmund Bonner   | Förflyttad från Herefords stift, där han dock aldrig biskopvigdes eller installerades. Vald 20 oktober 1539, erhåller rätten till intäkterna från stiftets tillgångar 18 november, biskopvigdes 4 april 1540, installerad 16 april 1541. Anklagades för heresi efter att ha försvarat Kristus realpresens i mässan, och avstått från att bekräfta kung Edvard VI:s roll som kyrkans överhuvud. Granskad av en kommission under ärkebiskop Thomas Cranmer, och fråntagen ämbetet 1 oktober 1549. Överklagan avslagen 7 februari 1550. Juris doktor. Tidigare kungligt sändebud till Rom för att påverka de rättsliga processerna mot kung Henrik VIII och dennes skilsmässa från Katarina av Aragonien. |
| 1550 | 1553 | Nicholas Ridley | Stiftets förste protestantiske biskop. Biskopsvigdes 1547 för tjänst i Rochester stift, överflyttad till London våren 1550. Efter ny lag ej vald biskop av domkapitlet, utan utsedd av kungen. Titulerades biskop av London och Westminster, efter att det tillfälliga Westminster stift åter infogats i Londons. Reformator som stöttade Thomas Cranmers arbete med Book Common of Prayer och De 42 artiklarna. Som nytillträdd lät han förstöra alla stenaltare i kyrkorna i Londons stift, och ersätta dem med nattvardsbord. Han var ledamot i den kommission som avsatte hans företrädare som biskop av London, Edmund Bonner. Inför Edvard VI:s död använde Ridley sin roll som sammankallande för Canterburys prästkonvokation för att försöka hindra den katolska Maria I att ta över tronen; i stället stöttade han Lady Jane Grey. När drottning Maria trots det, efter en dryg vecka, tog makten, blev Ridley fängslade i Towern den 23 juli 1553. Han anklagades för landsförräderi. Efter en tid i fängelse brändes Ridley på bål i Oxford 16 oktober 1555, tillsammans med Hugh Latimer, och räknas därmed till Oxfordmartyrerna. |
| 1553 | 1559 | Edmund Bonner   | Bonner släpptes från fängelse 6 augusti 1553, efter att den katolska drottning Maria I tillträtt. En kunglig kommission granskade hur han fråntagits sitt ämbete, och den 5 september 1553 återinträdde han i ämbetet för sin andra period. Efter den protestantiska Elisabet I efterträtt sin halvsyster som drottning kom dock Bonner att fråntas biskopsämbetet en andra gång. Elisabet lät återinföra Suprematiakten, som fordrade att alla kyrkliga ämbetsmän skulle gå ed på att drottningen var kyrkans överhuvud. Bonner vägrade, och parlamentet fråntog honom biskopsstolen den 21 mars 1559. Han avsattes den 29 maj samma år och fängslades. Han blev därmed Londons stifts siste katolske biskop.. Bonner avled i Marshalseafängelset 5 september 1569. |
|      |      |                 | |

### Efter reformationen (1559–1787)
När Elisabet I den 17 november 1558 tillträdde som regent efter Maria I (Bloody Mary) inleddes en ny fas av den reformerade Engelska kyrkans historia. Med början i biskop Edmund Grindal intar biskoparna av London en central roll i att verkställa den nya medelvägen mellan katoliker och lutheraner. Under de första hundra åren fram till Engelska inbördeskriget förflyttades mer än hälften av biskoparna av London till ämbetet som antingen ärkebiskop av Canterbury eller York, och kom på så sätt också att spela en central roll för hela Engelska kyrkan.
Där inget annat anges i noter är uppgifterna i nedanstående biskopslängd hämtad från Fasti Ecclesiae Anglicanae.
| Från | Till | Biskop              | Kommentar |
| ---- | ---- | ------------------- | --- |
| 1559 | 1570 | Edmund Grindal      | Valdes 26 july 1559, biskopvigdes 21 december och installerades 23 december samma år. Förflyttades till ämbetet som ärkebiskop av York 1570. Föreslagen som biskop av London redan i juli 1553, men valdes aldrig då Edvard VI avled samma månad. Lämnade i stället landet under merparten av Maria I:s regeringstid och katolska motreformation. |
| 1570 | 1577 | Edwin Sandys        | Förflyttades från Worcester stift efter att ha valts i juni och installerats 20 juli 1570. Förflyttades återigen till ämbetet som ärkebiskop av York 1577. En av översättarna bakom Bishops' Bible |
| 1577 | 1594 | John Aylmer         | Valdes 12 mars 1577, biskopvigdes 24 mars och erhöll rätten till intäkterna från stiftets tillgångar 10 maj samma år. Avled i ämbetet 5 juni 1594. |
| 1594 | 1596 | Richard Fletcher    | Förflyttades från Worcester stift efter att ha valts den 30 december 1594. Bekräftades av ärkebiskopen 10 januari 1955. Avled i ämbetet 15 juni 1596. |
| 1597 | 1604 | Richard Bancroft    | Valdes 21 april 1597, biskopvigdes 8 maj och installerades 6 juni samma år. Förflyttades till ämbetet som ärkebiskop av Canterbury 1604. |
| 1604 | 1607 | Richard Vaughan     | Förflyttades från Chester stift efter att ha valts den 14 december 1604 och installerats den 24 december samma år. Avled i ämbetet 30 mars 1607. I sin tidiga prästkarriär var han en av översättarna av bibeln till walesiska språket. Han första biskopsstol var den i Bangor, Wales, (1595–1597) och därefter Chester (1597–1604) |
| 1607 | 1609 | Thomas Ravis        | Förflyttades från Gloucester stift efter att ha valts den 29 april 1607 och installerats den 2 juni samma år. Avled i ämbetet 14 december 1609. |
| 1610 | 1611 | George Abbot        | Förflyttades från Coventry och Lichfields stift efter att ha valts den 5 januari 1610 och installerats den 12 februari samma år. Förflyttades till ämbetet som ärkebiskop av Canterbury 1611. Då England och Skottland förenats genom att Jakobs I av England och VI av Skottland trontillträde, ville kungen även ena de båda ländernas kyrkor. Abbots snabba karriär kan antas bero på att han tillsammans med earlen av Dunbar genomförde förhandlingarna mellan kyrkorna. Kort därefter blev han först biskop av Lichfield och Coventry 1609, förflyttades till London en månad senare, och inom mindre än ett år till ärkebiskopsstolen i Canterbury. |
| 1611 | 1621 | John King           | Valdes 6 maj 1611, biskopvigdes 8 september och erhöll rätten till intäkterna från stiftets tillgångar 18 september samma år. Avled i ämbetet 30 mars 1621. |
| 1621 | 1627 | George Montaigne    | Förflyttades från Lincolns stift efter att ha valts den 11 juli 1621 och installerats den 10 september samma år. Förflyttades till ämbetet som biskop av Durham 1627. Ursprungligen biskopsvigd för ämbetet i Sankt Davids stift, Wales |
| 1628 | 1633 | William Laud        | Förflyttades från Bath och Wells stift efter att ha valts 10 juli och installerats 25 juli 1628. Förflyttades på nytt till ämbetet som ärkebiskop av Canterbury 1633. Avrättades för landsförräderi under Engelska inbördeskriget 1645. |
| 1633 | 1649 | William Juxon       | Biskop electus av Herefords stift när kungen föreslår honom som ny biskop av London. Valdes 28 september 1633, biskopvigdes 27 oktober, installerades genom ställföreträdare 5 november. På kung Karl I:s begäran följde Juxon som ende präst kungen till dennes avrättning i januari 1649. Som en följd av det presbyterianska Engelska samväldets inrättande och biskoparnas avskaffande fråntogs Juxon biskopsämbetet senare samma år. Han återfick biskopsämbetet vid monarkins restauration 1660, men då som ärkebiskop av Canterbury. |
| 1649 | 1660 | vakant              | Under Engelska samväldets och Protektoratets tid avskaffades biskopsämbetet i Engelska kyrkan, till förmån för en presbyteriansk kyrkosyn. |
| 1660 | 1663 | Gilbert Sheldon     | Valdes 9 oktober 1660, biskopvigdes 28 oktober. Förflyttades till ämbetet som ärkebiskop av Canterbury 1663. |
| 1663 | 1675 | Humphrey Henchman   | Förflyttades från Salisbury stift efter att ha valts 8 september och installerats 18 september 1663. Avled i ämbetet 7 oktober 1675. |
| 1675 | 1713 | Henry Compton       | Förflyttades från Oxfords stift efter att ha valts 10 december 1675 och installerats den 20 december samma år. Motståndare till Jakob II:s katolska strävanden. Tillfälligt fråntagen rätten att utöva ämbetet 6 september 1686–30 september 1688, efter att själv ha avstått från att tillrättavisa en av Comptons präster som författat starkt antikatolska skrifter. Stöttade den Ärorika revolutionen, och var som en ende kyrkoman en av de sju undertecknarna av dignitärer som bjöd in Vilhelm III av Oranien och Maria II av England att störta kung Jakob II och ta över Englands tron. Compton officierade också vid det nya kungaparets kröning 1689 . Compton stöttade även det nybildade Samfundet för Evangeliets spridande och missionsarbete i Amerika (Society for the Propagation of the Gospel and missionary work in America), och med början under hans biskopstid finns det skriftliga belägg för biskopens av London ansvar för församlingarna i Englands kolonier. Avled i ämbetet den 7 juli 1713. |
| 1713 | 1723 | John Robinson       | Förflyttades från Bristols stift efter att ha valts den 27 augusti 1713, och installerats den 6 april 1714. Avled i ämbetet den 11 april 1723. Robinson var från cirka 1680–1709 kaplan, resident och extraordinarie envoyé vid kungliga hovet i Stockholm, och stod i nära kontakt med Karl XII. Han deltog bland annat vid Karl XII:s fälttåg till Narva. Som en respektfull hälsning till Karl XII lät Robinson också anta sitt motto uttryckt i runskrift: Madr er moldur auki. |
| 1723 | 1748 | Edmund Gibson       | Förflyttades från Lincolns stift efter att ha valts den 29 april 1723 och installerats den 16 maj. Avled i ämbetet den 4 september 1748. |
| 1748 | 1761 | Thomas Sherlock     | Förflyttades från Salisbury stift (och ursprungligen från Bangors stift i Wales) efter att ha valts den 8 november 1748 och installerats den 8 december samma år. Avled i ämbetet 18 july 1761. |
| 1761 | 1762 | Thomas Hayter       | Förflyttades från Norwich stift efter att ha valts den 5 oktober 1761, vilket bekräftades av kungen och ärkebiskopen senare samma månad. Avled i ämbetet den 9 januari 1762. |
| 1762 | 1764 | Richard Osbaldeston | Förflyttades från Carlisles stift efter att ha valts den 8 februari 1762 och installerats den 4 mars samma år. Avled i ämbetet den 13 maj 1764. |
| 1764 | 1777 | Richard Terrick     | Förflyttades från Peterborough stift efter att ha valts den 30 maj 1764 och installerats den 13 juni samma år. Avled i ämbetet den 29 mars 1777. |
| 1777 | 1787 | Robert Lowth        | Förflyttades från Sankt Davids stift 1776 via Oxfords stift till Londons stift efter att ha valts den 22 april 1777 och installerats den 9 maj samma år. Avled i ämbetet den 3 november 1787. |
|      |      |                     | |

### Modern tid (1787–1901)
Under den urbanisering som följer av Englands industrialisering förvandlas Engelska kyrkan. Landsortsförsamlingar avfolkas och nya befolkningscentra uppstår eller förtätas, med krav på att nya församlingar etableras. Parallellt växer den högkyrkliga Oxfordrörelsen fram, liksom evangelikala rörelser som metodismen, under bröderna Charles och John Wesley och lågkyrkliga motståndare till anglokatolicismen.
Samtidigt förändrades det brittiska kolonialväldet, när Brittiska Amerika utvecklades. Biskopens av London ansvar för kolonialförsamlingarna kom att minska när den förste biskopen utanför de brittiska öarna utsågs för Kanada. Ämbetet spelade också en viktig roll i utformningen av biskopsstyret av Indien, Västindien, Australien och flera andra kolonier.
| Från | Till | Biskop                  | Kommentar |
| ---- | ---- | ----------------------- | --- |
| 1787 | 1809 | Beilby Porteus          | Förflyttades från Chester stift efter att ha valts den 27 november 1787 och installerats den 12 december samma år. Föräldrarna var markägare från den brittiska kolonin Virginia. Från 1783 och framåt tog Porteus en aktiv roll som abolitionist, i såväl inomkyrkliga rörelser som i House of Lords. Avled i ämbetet den 14 maj 1809. |
| 1809 | 1813 | John Randolph           | Förflyttades från Oxfords stift via Bangors stift till London, efter att ha valts den 19 juni 1809 och installerats den 11 januari 1810. Avled i ämbetet den 28 juli 1813. |
| 1813 | 1828 | William Howley          | Valdes 31 augusti 1813, biskopvigdes 3 oktober samma år och installerades den 3 november. Förflyttades till ämbetet som ärkebiskop av Canterbury 1828. |
| 1828 | 1856 | Charles James Blomfield | Förflyttades från Chester stift efter att ha valts den 20 augusti 1828. Avgick till följd av sjukdom 30 september 1856. |
| 1856 | 1868 | Archibald Campbell Tait | Valdes 28 oktober 1856, biskopvigdes 23 november och installerades den 4 december samma år. Förflyttades till ämbetet som ärkebiskop av Canterbury 1868. |
| 1869 | 1885 | John Jackson            | Förflyttades från Lincolns stift till London 1869. Avled i ämbetet 6 januari 1885. |
| 1885 | 1896 | Frederick Temple        | Förflyttades från Exeter stift till London, och förflyttades sedan igen till ämbetet som ärkebiskop av Canterbury. |
| 1896 | 1900 | Mandell Creighton       | Förflyttades från Peterborough stift till London. Avled i ämbetet 14 januari 1901. |
|      |      |                         | |

### Biskopar under 1900- och 2000-talet
Där inget annat anges i noter är uppgifterna i nedanstående biskopslängd hämtad från Crockford's Clerical Directory.
| Från | Till      | Biskop                    | Kommentar |
| ---- | --------- | ------------------------- | --- |
| 1901 | 1939      | Arthur Winnington-Ingram  | Biskopvigdes 30 november 1897 som suffraganbiskop av Stepney, i Londons stift. Överfördes till biskop av London från 1901. Entledigades på egen begäran 1939. Ledamot av kronrådet från 14 maj 1901. |
| 1939 | 1945      | Geoffrey Fisher           | Biskopvigdes 21 september 1932 för tjänst som biskop av Chester. Överförd till London 1939, och igen överförd 1945 till ämbetet som ärkebiskop av Canterbury. |
| 1945 | 1956      | William Wand              | Biskopvigdes 1 maj 1934 för tjänst som ärkebiskop av Brisbane, Australien, Överfördes till Bath and Wells 1943, och därifrån till London 1945. Entledigades från ämbetet på egen begäran 1956. . En av de assisterande biskoparna vid drottning Elizabeth II:s kröning. |
| 1956 | 1961      | Henry Montgomery Campbell | Biskopvigdes 1940 för tjänst som suffraganbiskop av Willesden i Londons stift, överfördes 1942 till suffraganbiskop av Kensington i samma stift, därefter stiftsbiskop i Guildfords stift 1949, för att slutligen installeras som biskop av London 5 mars 1956. Entledigades från ämbetet på egen begäran 1961. |
| 1961 | 1973      | Robert Stopford           | Biskopvigdes 11 juni 1955 för tjänst som suffraganbiskop av Fulham i Londons stift, med ansvar för församlingarna i Nord- och Centraleuropa. Överfördes till tjänst som stiftsbiskop i Peterborough stift i juni 1956, innan han överfördes igen till London i september 1961. Entledigades på egen begäran i juni 1973. Omorganiserade stiftet genom The London Area Scheme, som innebar ett uttalat områdesansvar för suffraganbiskoparna i en struktur som kvarstår än idag (2021). Den sista biskopen av London som använde Fulham Palace som sitt residens. |
| 1973 | 1981      | Gerald Ellison            | Biskopvigdes 1950 för tjänst som suffraganbiskop av Willesden i Londons stift, överfördes till stiftsbiskop av Chester stift våren 1955 och sedan till biskop av London i juni 1973. Entledigades på egen begäran 1981. |
| 1981 | 1991      | Graham Leonard            | Biskopvigdes 1964 för tjänst som suffraganbiskop av Willesden i Londons stift, överfördes till stiftsbiskop av Truro stift 1973 och därifrån till biskop av London 1981. Entledigades på egen begäran 1991. Trots att han var en tydlig motståndare till prästvigning av kvinnor genomförde biskop Leonard i mars 1987 vigning av 71 kvinnor till diakoner i Sankt Paulskatedralen, bara två år efter att Engelska kyrkan tillåtit kvinnor i diakonämbetet, och trots att det var ett tydligt försteg till en kommande prästvigning. Tre år efter att Graham Leonard lämnat ämbetet som anglikansk biskop lämnade han också Engelska kyrkan, för att tas emot som medlem i Katolska kyrkan. Han prästvigdes på nytt inom sitt nya samfund, och fick också honorärtiteln Monsignore. |
| 1991 | 1995      | David Hope                | Biskopvigdes 1985 för tjänst som biskop i dåvarande Wakefields stift, överfördes till London 1991 och slutligen till ämbetet som ärkebiskop av York 1995. |
| 1995 | 2017      | Richard Chartres          | Biskopvigdes 1992 för tjänst som suffraganbiskop av Stepney i Londons stift. och överfördes till London i november 1995. Entledigades på egen begäran i februari 2017. Chartres intog en framträdande roll vid nationella ceremonier, predikat bland annat vid bröllopet mellan prins William och prinsessan Catherine 2011 samt vid förre premiärminister Margaret Thatchers begravning. Han tjänstgjorde även som prinsessan Dianas testamentsexekutor. Avstod helt från att viga prästkandidater, både manliga och kvinnliga, för att undvika konflikter mellan Engelska kyrkans olika trosinriktningar. |
| 2018 | nuvarande | Sarah Mullally            | Biskopvigdes 22 juli 2015 av ärkebiskopen av Canterbury Justin Welby för tjänst som suffraganbiskop av Crediton i Exeters stift, överfördes till London och installerades den 12 maj 2018. Fjärde kvinnan att biskopvigas i Engelska kyrkan, och den första som biskop av Londons stift. Tidigare Chief Nursing Officer, det brittiska sjukvårdssystemets högsta ansvariga för omvårdnad, förlossnings- och mödravård. |
|      |           |                           | |

## Källhänvisningar